# 가족 사냥
《가족 사냥》(일본어: 家族狩り)은 텐도 아라타의 장편 소설이다. 제9회 야마모토 슈고로상 수상작.

## 개요
연속해서 일어나는 가족을 노린 살인사건을 메인으로, 등장인물들 각각의 마음의 갈등을 그린다.

## 등장인물

### 히자키가(家)
히자키 유코
도쿄 도 아동 센터 직원으로, 심리 상담원. 30세.
유코의 아버지

유코의 어머니

히자키 세이타로
유코의 할아버지.

### 마미하라가(家)
마미하라 코키
경시청의 형사로, 계급은 경부보.
마미하라 사와코
코키의 아내.
마미하라 이사오
장남.
마미하라 마유미
장녀.
이시쿠라 테츠야
마유미의 남편.

### 학교 관계자
스도 슌스케
사립 고교의 미술 교사. 31세.
키요오카 미호
슌스케의 동료 교사로, 교제 상대.
박 상
학교 용무원.

### 요시자와가(家)
요시자와 아이
고교 1학년.
요시자와 타카오
아이의 아버지.
요시자와 키쿠코
아이의 어머니.

### 후유시마가(家)와 그 관계자
후유시마 아야메
싱글 마더. 36세.
후유시마 켄지
아야메의 아들. 7세.
유이 요시히로
아야메의 전 남편으로, 켄지의 아버지. 야쿠자.
와카타베
아야메의 직장 주임.
토무
공장 종업원.

### 〈가족의 교실〉 관계자
야마가 요코
전화 상담 〈사춘기 마음의 고민 상담실〉 상담원.
오노 코타로
〈일본 가정 방제 센터〉를 운영하는 해충 구제 업자.

### 경시청 관계자
시이나 에이사쿠
형사.
사사이
형사과 과장.
후지사키
도쿄 지방 검찰청 형사부 형사.

### 아동 보호 대상자
코마다 레이코
보호 대상인 여자 아이.
코마다
레이코의 아버지.

### 그 외
스즈키 케이토쿠
전기 공사 직인.
카키시마 스미에
세이타로의 걸 프렌드.
나가미네
폭력단의 일원.
스도 시로
슌스케의 남동생.

## 텔레비전 드라마
TBS 계열의 금요드라마 시간대(매주 금요일 20:00 ~ 22:54 〈JST〉)에서 2014년 7월 4일부터 9월 5일까지 방송되었다. 주연은 마츠유키 야스코.
캐치프레이즈는, 〈문제작〉.

### 캐스트
- 히자키 유코 - 마츠유키 야스코
- 스도 슌스케 - 이토 아츠시
- 스즈키 케이토쿠 - 키타야마 히로미츠
- 후유시마 아야메 - 미즈노 미키
- 이시쿠라 마유미 - 시노다 마리코
- 코마다 코이치 - 오카다 코키
- 오오쿠마 - 미야지 마사코
- 오카무라 히토시 - 이치카와 토모히로
- 스즈키 카나에 - 마츠우라 미야비
- 이시쿠라 테츠야 - 사노 카즈마
- 요시자와 아이 - 나카무라 유리카
- 시이무라 에이사쿠 - 히라오카 유타
- 키요오카 미호 - 야마구치 사야카
- 코마다 레이코 - 신타 마키
- 오노 코타로 - 후지모토 타카히로
- 히자키 세이타로 - 이노우에 마키오
- 마미하라 사와코 - 아키야마 나츠코
- 히자키 타미코 - 아사다 미요코
- 야마가 요코 - 자이젠 나오미 (우정 출연)
- 마미하라 코키 - 엔도 켄이치

### 스태프
- 원작 - 텐도 아라타 《가족 사냥 제1 ~ 5부》 (신쵸샤 분코 간)
- 각본 - 오오이시 시즈카, 이즈미사와 요코
- 음악 - 하야시 유키, 타치바나 아사미
- 주제가 - androp 〈Shout〉 (WARNER MUSIC JAPAN/unBORDE/respire)
- 프로듀스 - 우에다 히로키, 하세가와 하루히코(ROBOT)
- 연출 - 츠보이 토시오, 야마모토 타케요시, 이토 코스케
- 제작 저작 - TBS

### 방송 일자
| 각 화  | 방송일         | 부제                                                                           | 각본            | 연출              | 시청률 |
| ------ | -------------- | ------------------------------------------------------------------------------ | --------------- | ----------------- | ------ |
| 제1화  | 2014년 7월 4일 | 텐도 아라타 원작 불후의 명작을 오오이시 시즈카 각본, 굵은 캐스트로 완전 영상화 | 오오이시 시즈카 | 츠보이 토시오     | 10.5%  |
| 제2화  | 7월 11일       | 살인의 향기, 살인의 기원                                                       | 오오이시 시즈카 | 츠보이 토시오     | 6.9%   |
| 제3화  | 7월 18일       | 부모를 버릴 수 있습니까?                                                       | 오오이시 시즈카 | 야마모토 타케요시 | 5.6%   |
| 제4화  | 7월 25일       | 내딛는 용기                                                                    | 오오이시 시즈카 | 야마모토 타케요시 | 6.4%   |
| 제5화  | 8월 1일        | 어둠을 나누다                                                                  | 오오이시 시즈카 | 이토 코스케       | 6.4%   |
| 제6화  | 8월 8일        | 최후의 목소리                                                                  | 이즈미사와 요코 | 츠보이 토시오     | 8.5%   |
| 제7화  | 8월 15일       | 진범인!                                                                        | 이즈미사와 요코 | 야마모토 타케요시 | 7.6%   |
| 제8화  | 8월 22일       | 범인의 덫                                                                      | 이즈미사와 요코 | 야마모토 타케요시 | 8.5%   |
| 제9화  | 8월 29일       | 장송 의식                                                                      | 이즈미사와 요코 | 츠보이 토시오     | 6.3%   |
| 최종화 | 9월 5일        | 약속을                                                                         | 이즈미사와 요코 | 츠보이 토시오     | 10.0%  |

- 첫회는 20분 확대 (22:00 ~ 23:14).

| TBS 금요드라마                        | TBS 금요드라마                  | TBS 금요드라마                       |
| 이전 작품                             | 작품명                          | 다음 작품                            |
| ------------------------------------- | ------------------------------- | ------------------------------------ |
| 앨리스의 가시 (2014.4.11 ~ 2014.6.13) | 가족 사냥 (2014.7.4 ~ 2014.9.5) | N을 위하여 (2014.10.17 ~ 2014.12.19) |